# Nisshin (croiseur)
Pour les articles homonymes, voir Nisshin.
Le Nisshin (日進) était un croiseur cuirassé de classe Kasuga en service dans la Marine impériale japonaise. 

## Historique

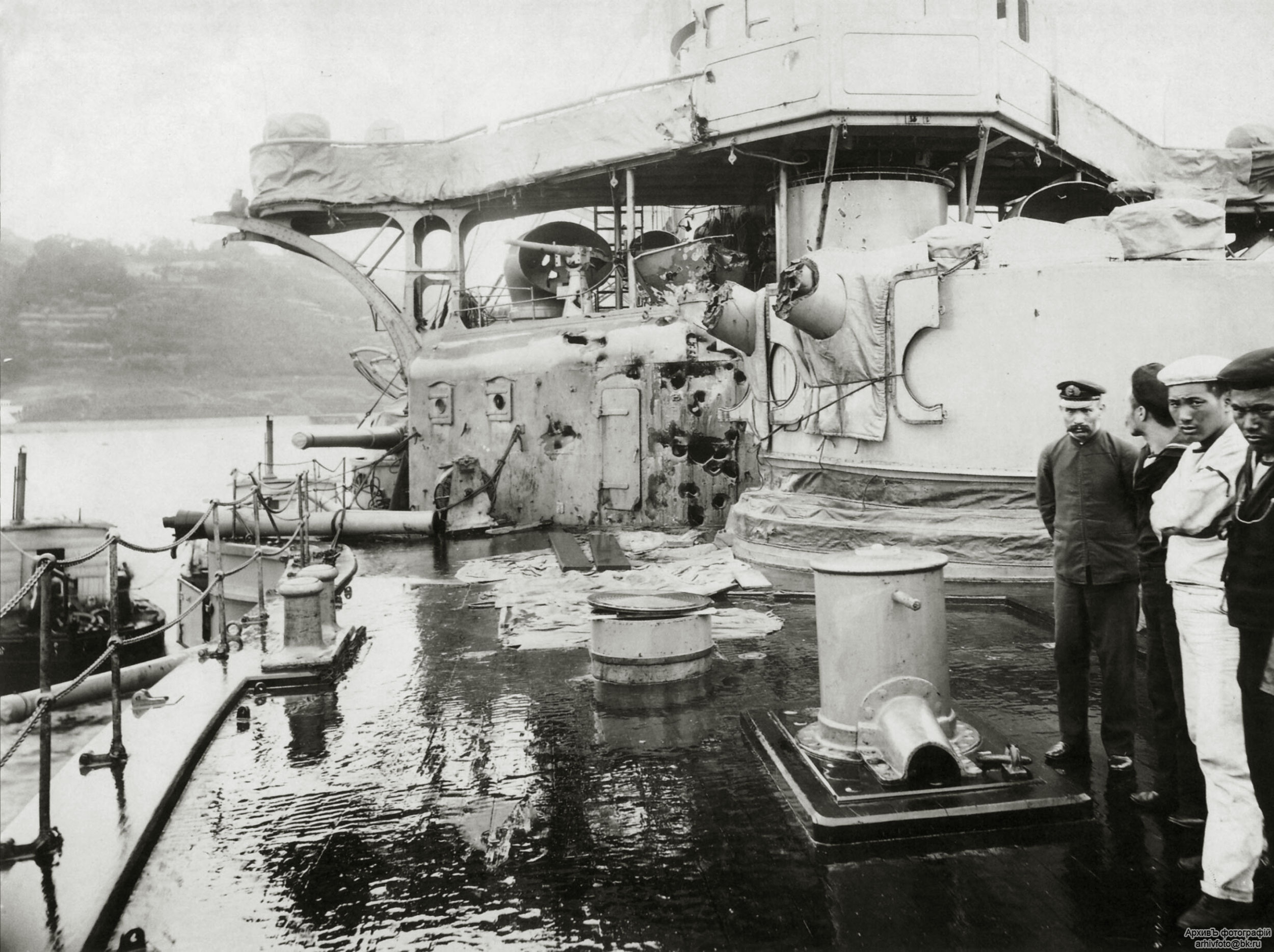
Dommages du Nisshin après la bataille de Tsushima en mai 1905.

Il est, avec son sister-ship Kasuga, le seul navire acheté indirectement aux Italiens. Il est construit à partir de 1902 à Ansaldo comme une copie conforme des Garibaldi pour le service dans la Marine italienne en tant que cinquième navire de sa classe, baptisé sous le nom de Roca. L'Argentine, alors en guerre contre le Chili, l'acheta en cours de construction et il fut renommé Mariano Moreno. Mais les hostilités cessèrent à son achèvement, et l'Argentine chercha alors un nouvel acheteur. Le Japon, qui désirait contrer la menace Russe du pacifique se présenta et acheta les deux navires le 30 décembre 1903. Ses deux sister-ships, terminés en janvier 1904, étaient bien armés mais moins bien protégés et servirent durant la guerre russo-Japonaise avec des équipages tout juste formés, étant présents à la bataille de la mer Jaune et à Tsushima (en tant que vaisseau amiral de la flotte), où le Nisshin fut gravement endommagé. Lors de la bataille, les deux sister-ships furent les premiers à attaquer la flotte russe grâce à leur artillerie moderne; ils mirent hors de combat à 3,5 miles de distance le cuirassé russe Kniaz Souvorov. Il bombarda également à deux nombreuses reprises Port Arthur.
Le 2 septembre 1911, le navire escorte l'ancien navire-hôpital russe Anegawa à Vladivostok. En novembre 1912, une de ses chaudières explose provoquant la mort de 20 membres d'équipage. Au début de 1914, ses chaudières sont remplacées par 12 chaudières à tubes d'eau de type Kampon.
Il servit durant la Grande Guerre, escortant les convois alliés et traquant les navires de commerce allemands dans l'océan Indien et en Australasie. En 1918, le navire est envoyé en Méditerranée pour renforcer le 2e escadron de mission spéciale tout en escortant des convois des troupes alliées à travers la Méditerranée. En novembre, il devient vaisseau amiral du Contre-amiral Kōzō Satō. Après la guerre, le navire navigue à Portland pour escorter les sous-marins allemands alloués au Japon. Après un passage à Malte à la fin du mois de mars 1919, le navire fait route vers Yokosuka qu'il atteint le 18 juin.

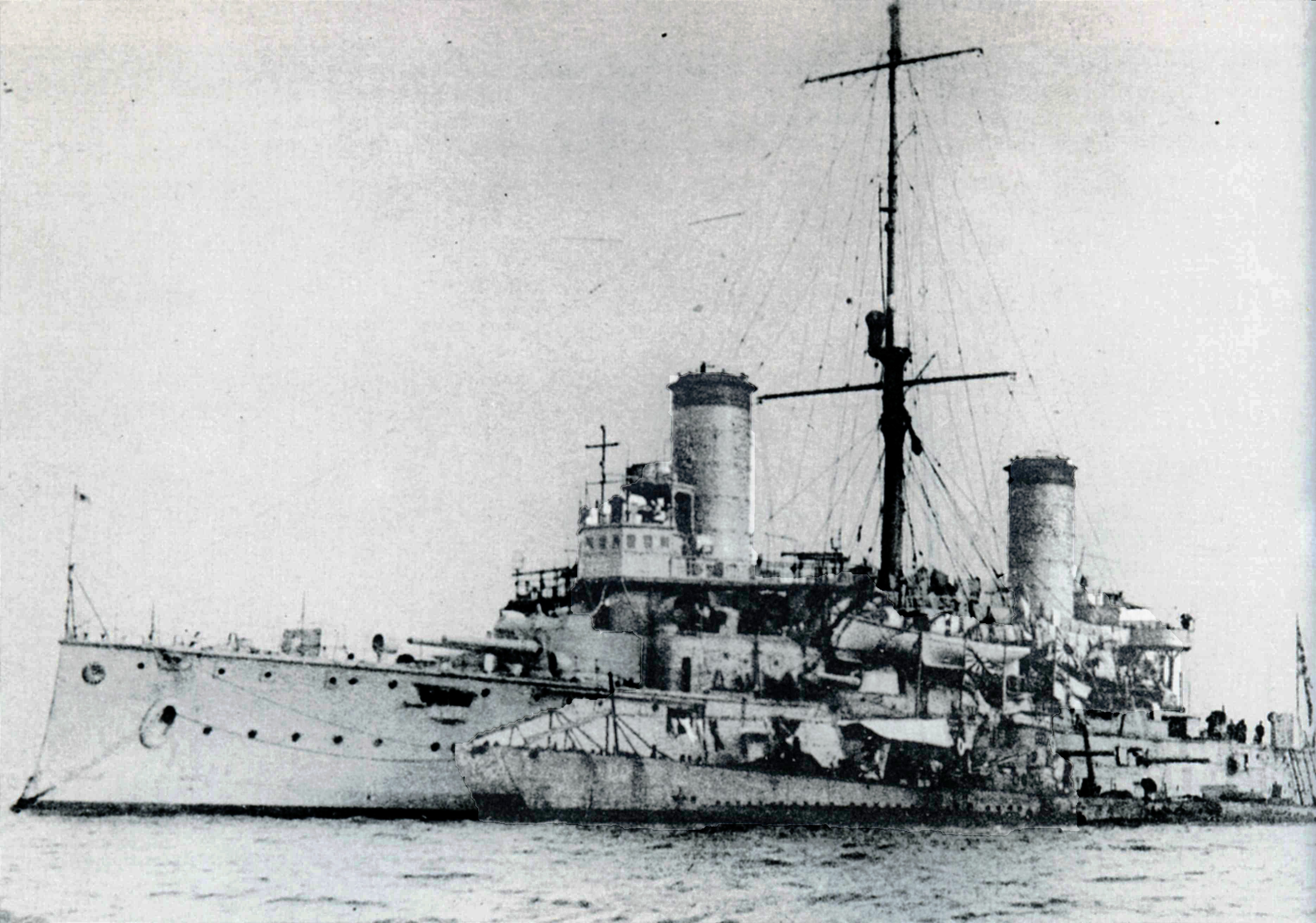
Le Nisshin avec lUC-90 à Malte, en mars 1919.

Le croiseur fut désarmé en 1922 à la suite du traité de Washington et utilisé comme navire-école. Renommé Hai-Kan n ° 6, il termine sa carrière en 1936 comme cible d'exercice lorsqu'il est coulé en mer intérieure de Seto. Son épave est renflouée quelques années après et, le 18 janvier 1942, il est remorqué par le cuirassé Mutsu pour de nouveau servir de navire cible. Il est coulé par les nouveaux canons de 18,1 pouces du cuirassé Yamato, près du district d'Aki (Hiroshima).